# Chrysopilus inka
Chrysopilus inka är en tvåvingeart som beskrevs av Lindner 1924. Chrysopilus inka ingår i släktet Chrysopilus och familjen snäppflugor.
Artens utbredningsområde är Peru. Inga underarter finns listade i Catalogue of Life.